# Cerebratulus lacteus
Cerebratulus lacteus är en djurart som tillhör fylumet slemmaskar, och som först beskrevs av Joseph Leidy 1851. Enligt Catalogue of Life ingår Cerebratulus lacteus i släktet fläsknemertiner och familjen Cerebratulidae, men enligt Dyntaxa är tillhörigheten istället släktet fläsknemertiner, och ordningen Heteronemertea. Det är osäkert om arten förekommer i Sverige. Inga underarter finns listade i Catalogue of Life.